# Charles Pietri
Charles Pietri (* 18. April 1932 in Marseille; † 7. August 1991 in Rom) war ein französischer Althistoriker, der sich vor allem mit dem spätantiken Christentum befasste.

## Leben
Charles Pietri besuchte das Lycée Thiers in Marseille und studierte ab 1952 an der École normale supérieure in Paris Geschichte. Danach war er Stipendiat an der École française de Rome und ab 1961 Attaché de recherche am CNRS. 1963 bis 1966 war er Assistent an der Sorbonne und danach Maître assistant an der Universität Lille und Maître de conférences an der Universität Paris-Nanterre. Er war ein Schüler von Henri-Irénée Marrou, bei dem er promoviert wurde. Seine 1976 veröffentlichte Dissertation Roma christiana war über die römische Kirche von 311 bis 440 nach Christus. Im Jahr 1976 folgte er Marrou auf den Lehrstuhl für Kirchengeschichte (Histoire du Christianisme) an der Sorbonne. Von 1983 bis zu seinem Tod war er Direktor der École française de Rome.
Er war Herausgeber einer mehrbändigen Kirchengeschichte und der Prosopographie der christlichen Spätantike.
1989 wurde er Mitglied der Académie des Inscriptions et Belles-Lettres. Er war Mitglied des Deutschen Archäologischen Instituts, der Pontificia Accademia Romana di Archeologia und des Istituto degli Studi Romani. Er war Ritter der Ehrenlegion, Offizier des Ordre des Arts et Lettres, Offizier des Ordens der italienischen Republik und Mitglied der Palmes académiques.
Seine Frau Luce Pietri (* 1939) war ebenfalls Historikerin mit dem Spezialgebiet der christlichen Spätantike.

## Schriften (Auswahl)
- Roma christiana. Recherches sur l’église de Rome, son organisation, sa politique, son idéologie de Miltiade à Sixte III (311-440). École française de Rome, Rom 1976 (Dissertation)
- mit Luce Pietri, Jean-Marie Mayeur, André Vauchez, Marc Venard (Hrsg.): Histoire du christianisme des origines à nos jours. Ed. Desclée-Mame, mehrere Bände 1992–2001
- Mitherausgeber: Recueil des inscriptions chrétiennes de la Gaulle (in Fortsetzung der Herausgeberschaft von Marrou)
- mit Luce Pietri (Hrsg.): Prosopographie chrétienne du Bas-Empire, Band 2 (Rom), Ecole française de Rome, 1999–2008
- Mitautor einiger Bände von: Topographie chrétienne des cités de la Gaulle, Paris: De Boccard
- mit Jacques Fontaine: Le Monde latin antique et la Bible (= Bible de tous les temps, Band 2). Paris: Beauchesne 1985
- Christiana respublica. Éléments d'une enquête sur le christianisme antique (= Collection de l'École Française de Rome). 3 Bände, École française de Rome, Rom 1997 (gesammelte Schriften; mit Schriftenverzeichnis).